# 겐타마이신
겐타마이신(gentamicin, 상표명: Garamycin 등)은 여러 종류의 병균 감염을 치료하기 위해 사용되는 항생물질이다. 여기에는 골수염, 심장내막염, 골반염, 수막염, 폐렴, 요로감염증, 패혈증, 페스트 등이 있다. 임질이나 클라미디아 감염증에는 효과적이지 않다. 정맥 주사를 통해, 근육 주사를 통해, 또는 국부적으로 투여할 수 있다. 화상 또는 안구 외부의 감염에는 국부 투여를 사용할 수 있다. 선진국에서는 세포 배양을 통해 어느 특정한 항생물질이 감염에 반응하는지 확인될 때까지 이틀 간만 사용되기도 한다. 필요한 복용량은 혈액 검사를 통해 모니터링하는 것이 좋다.
겐타마이신은 내이 문제와 신장독을 일으킬 수 있다. 내이 문제에는 균형 및 청각 장애를 포함할 수 있다. 이 문제들은 영구적일 수 있다. 임신 중에 사용하면 발육하는 태아에 해를 미칠 수 있다. 그러나 모유 수유 중에 사용하는 것은 안전한 것으로 간주된다. 겐타마이신은 아미노글리코사이드의 일종이다. 단백질을 만드는 세균의 기능에 지장을 줌으로써(대개 살균을 통해) 동작한다.
겐타마이신은 1963년 발견되었다. 세균 Micromonospora purpurea으로부터 만들어진 것이다. 겐타마이신은 의료제도에서 필수적인 가장 효과적이고 안전한 의약품 목록인 WHO 필수 의약품 목록에 등재되어 있다. 제네릭 의약품으로 구매가 가능하다. 개발도상국의 주사용 도매가는 2014년 기준으로 mL 당 US$0.05 ~ US$0.58 사이이다.

## 연구
겐타마이신은 무군 배양의 오염을 막기 위해 조직 및 세포 배양에서 향균제로서 분자생물학 연구에서 사용된다. 겐타마이신은 고압멸균 이후에도 활성화가 유지되는 열에 안정적인 몇 안 되는 항생물질 가운데 하나로, 일부 미생물 성장 매개체의 준비에 특히 유용하다.